# Tap (synet)
 For alternative betydninger, se Tap. (Se også artikler, som begynder med Tap)
Tapcellerne er sanseceller i øjets nethinde. Tappene er i stand til at genkende farve. Der findes tre typer tappe, der hver er i stand til at genkende en farve: blå, rød og grøn. Tappene er ikke så lysfølsomme som stavcellerne. Derfor er det svært at se farver hvis der ikke er ret meget lys.
Der findes flest tapceller i den gule plet i nethinden. I resten af nethinden findes mest stavceller.